# Pont de l'Aglí

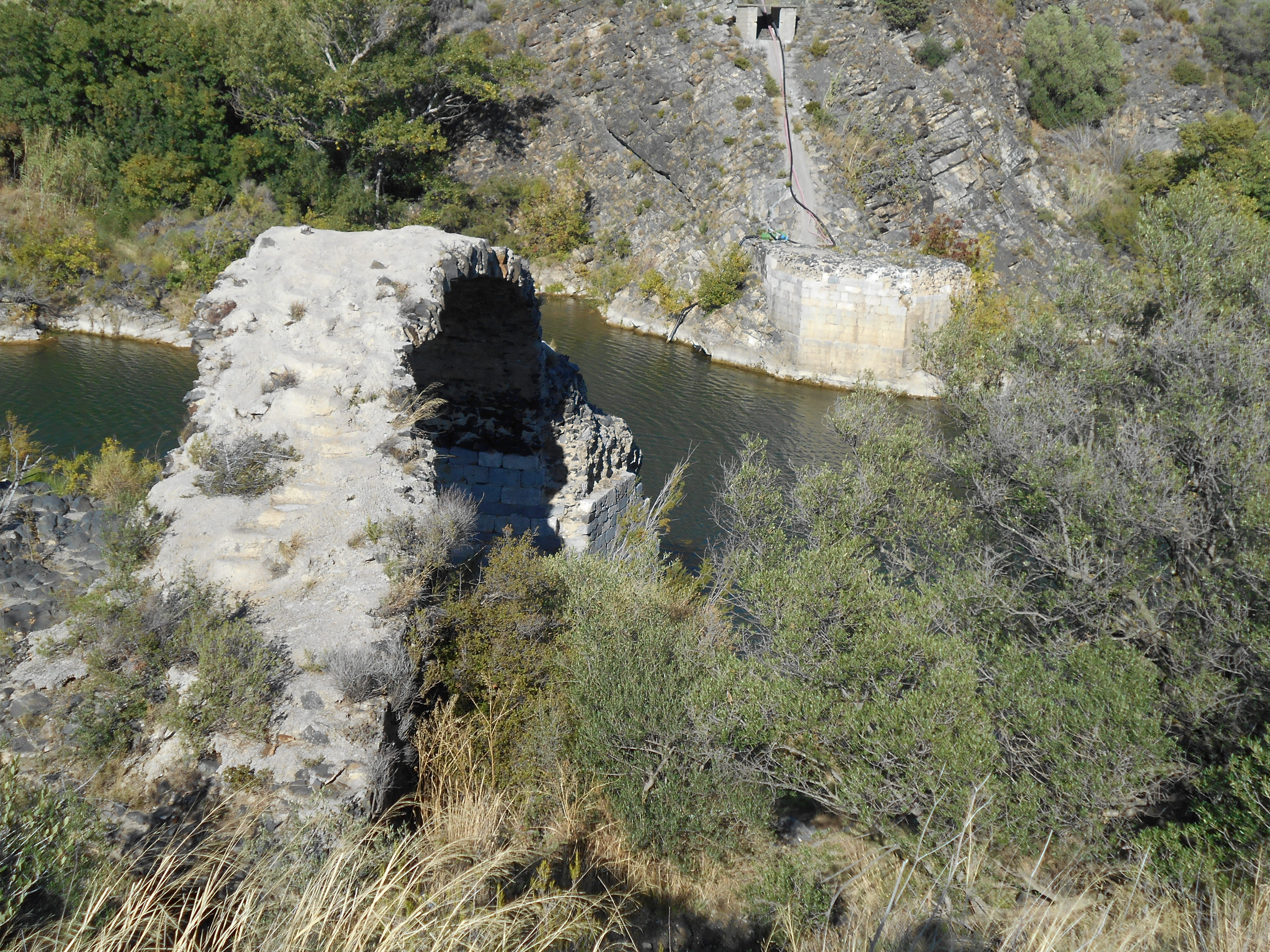
Extrem meridional del pont

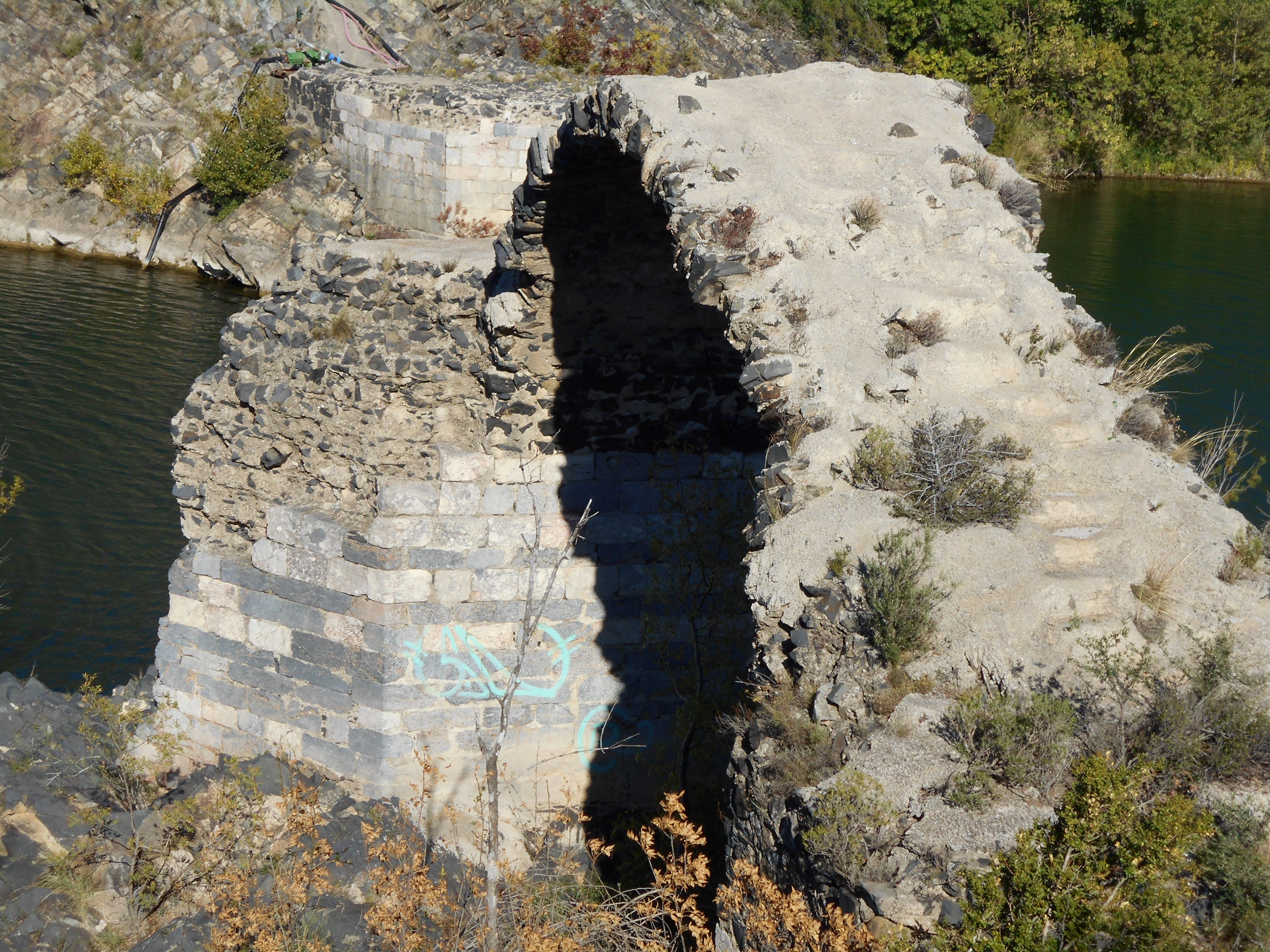
Detall de l'obra del pont

El Pont de l'Aglí és un pont de pedra de tres arcs, dels quals se'n conserva només un, del terme comunal d'Espirà de l'Aglí, a la comarca del Rosselló (Catalunya del Nord).
Està situat a prop de l'extrem de ponent del terme comunal, travessant l'Aglí a prop del termenal amb Cases de Pena, en la sortida del riu d'un meandre, al nord del Mas Ferriol.
Dels tres arcs i quatre pilars que formaven aquest pont, només el conserva un dels dos arcs petits, el meridional, amb els seus dos pilars. L'arc central, desaparegut, devia tenir uns cinquanta metres d'ull. A la base del pilar septentrional, a l'esquerra de l'Aglí, es conserven només vestigis de la construcció.
Les pedres dels pilars conservats són carreus molt ben tallats, molt similars als de l'església de Santa Maria d'Espirà de l'Aglí, cosa que fa pensar en la contemporaneïtat de les dues construccions, així com en l'obrador i pedrera comuns. Són carreus de 25 cm d' alçada per 50 de llargària. L'arc, en canvi, que comença a 3,4 m de terra, és fet de pedres sense treballar. L'amplada de l'arcada és actualment de 3,5 m, però havia de ser més ample.